# El Pajonal, Argentina
El Pajonal är en ort i Argentina.   Den ligger i provinsen Catamarca, i den norra delen av landet, 1 000 km nordväst om huvudstaden Buenos Aires. El Pajonal ligger 834 meter över havet och antalet invånare är 502.
Terrängen runt El Pajonal är platt västerut, men österut är den kuperad. Terrängen runt El Pajonal sluttar västerut. Runt El Pajonal är det mycket glesbefolkat, med 2 invånare per kvadratkilometer.. Närmaste större samhälle är Pomán, 7,8 km öster om El Pajonal.
Omgivningarna runt El Pajonal är i huvudsak ett öppet busklandskap.